# Jack Lesage
Pour les articles homonymes, voir Lesage.
Jack Lesage, né le 31 janvier 1923 à Saint-Mandé (Val-de-Marne) et mort le 6 juillet 2019 à Grenoble, est un journaliste, cinéaste, photographe et éditeur français, spécialiste du ski, de la montagne et du tourisme,.

## Biographie
En 1929, quittant la région parisienne, sa famille vient s’installer à Grenoble, Jack Lesage découvre la montagne. Adolescent, lors de multiples courses et randonnées, il commence à faire des photos de ses balades. À 15 ans, il installe chez lui un premier studio et y développe ses propres pellicules puis il entre comme apprenti chez Paul Réal, photographe bien connu rue de la Poste à Grenoble.
Son apprentissage terminé et son certificat d'aptitude professionnel obtenu, il réalise, avec un Leica, prêté par son patron, ses premières photos professionnelles : une série de clichés de lacs de montagne. La Seconde Guerre mondiale ayant éclaté et désireux de participer il s'engage à Jeunesse et Montagne, avec pour mission de former au ski les officiers de l’armée de l’air. Expérience, qui lui fait sillonner les Alpes, connaître ceux qui accompagneront sa vie - Lionel Terray, Gaston Rébuffat, Marcel Ichac et un peu plus tard des chefs emblématiques comme Henri Ripert, Honoré Bonnet, Roger Frison-Roche. Il en devient chef du service photo, avant d’être engagé au service cinématographique des armées (SCA) comme reporter de guerre au sein de la 27e division alpine, pour le compte du cinéma de l'armée, de 1944 à 1945, sur l'occupation de l'Italie et de l'Autriche.
Il y rencontre Georges Rollet, avec lequel, une fois démobilisé, il crée en 1946 une agence photographique, PhotoPress, qui travaille pour les grands journaux de l’époque, mais aussi organe indispensable pour tous les journaux et entreprises régionales[réf. nécessaire]. il devient correspondant d'Associated Press et de Gaumont actualités. En 1950 il est envoyé spécial permanent de Nice à Chamonix pour le journal télévisé de la RTF de Pierre Sabbagh[réf. nécessaire].
Dans le même temps, il sillonne le département pour rendre compte des actualités avec sa caméra, il produit des reportages qui alimenteront le journal filmé des alpes (ancêtre de FR3 région), projeté le mercredi dans les locaux du Dauphiné libéré. Il filme la reconstruction du Vercors, des routes et infrastructures par les ponts et chaussées. Il fonde, en 1949 Inter-Color,avec les frères Ramus, le second laboratoire de photo couleur en France, puis en 1950, CinéPress qui réalise des films pour l’industrie et le tourisme régional et qui s’oriente vers la production de films sportifs : le Tour de France, les jeux olympiques, le rugby, l’alpinisme, le ski ainsi que les films de montagne[réf. nécessaire]. En 30 ans et plus de 300 films, CinéPress devient l'un des leaders européens des films de sport et de montagne[réf. nécessaire].
Tournant pour des championnats du monde de ski, et les Jeux Olympiques d’Innsbruck en 64, il est désigné par l’équipe de la candidature de Grenoble, présidée par le maire Albert Michallon, pour être le cinéaste chargé d’enrichir le dossier de Grenoble (voir Grenoble capitale alpine) et de réaliser le film de la candidature de Grenoble aux JO de 68. Ses images d’enfants rieurs partant au ski depuis le centre-ville sont déterminantes au moment de la décision finale : Grenoble obtient les Jeux. Jack Lesage produit ensuite le film officiel Les Neiges de Grenoble et Claude Lelouch réalise 13 jours en France.
Il est le coproducteur et coréalisateur des films des Jeux olympiques d'Innsbruck (1964), Grenoble (1968), Sapporo (1972), Innsbruck (1976) et des championnats du monde de ski de Chamonix (1962), Portillo (1966), Saint-Moritz (1974) ainsi que le 28e Arlberg-Kandahar à Chamonix en 1963.
Il passe du ski alpin au ski nautique avec notamment Le plancher des vagues (1962), film dans lequel les champions de l’époque, notamment Jean-Marie Muller, se mettent en scène avec humour. L’humour et la dérision, que l'on retrouve dans Monsieur Lambda et le ski merveilleux, en 1971, où il filme les premiers pas d’un débutant  (incarné par Maurice Baquet) que la longueur des skis rebute.
Il tourne et produit également plusieurs dizaines de films d’entreprises locales ou nationales (Poma, Rossignol, Dynastar, le Dauphiné libéré, Total, Caterpillar…), publicitaires ou documentaires[réf. nécessaire].
Son nom est associé de manière durable aux grands événements sportifs, en particulier au Critérium du Dauphiné, qu’il filme pendant plus de 10 ans, les étapes alpines du Tour de France et bien sur le ski.[réf. nécessaire]
Carte de presse n° 7670, obtenue en 1947, Jack Lesage a continué à photographier la montagne en particulier le Trièves où il a résidé jusqu'à sa disparition, réalisant des clichés de neige et de givre, il a exposé ses photos, à St Tropez, Paris, Grenoble, l'Alpe d'Huez, Genève et Grenoble... artiste complet il a publié sept ouvrages de 1992 à 2014.
En 1980, élu maire-adjoint de Saint Paul les Monestier (de 1983 à 1989), il lance la société d’édition Publialp et le journal Mairie Magazine, aujourd’hui filiale du groupe les Affiches, dont il est le rédacteur en chef.
En 1992  il est l'organisateur avec Noël Vial et Pierre Gimel, de la célébration des 500 ans de l'ascension du mont Aiguille. Il est également l'auteur du Kiski le mémento biographique des personnalités du milieu montagnard (1988 et 1996).
Jack Lesage est le Doyen du club de la presse de Grenoble. Il assure la vice-présidence du Conservatoire observatoire laboratoire des Jeux olympiques de Grenoble (COLJOG) qui a participé activement aux célébrations du jubilé du 50e anniversaire des JO de Grenoble en 2018.
En 2016, la Ville de Grenoble a signé  avec Jack Lesage une délégation de cinq ans des droits non commerciaux de près de 300 films. Cette démarche a permis notamment d’assurer leur numérisation, conservation, valorisation et diffusion dans les meilleures conditions (ils sont conservés aux Archives départementales de l'Isère).

## Œuvre

### Filmographie en tant que réalisateur et producteur
- Vercors, images d'une résurrection, 1948
- Vie secrète des "fortifs" - Grenoble, 1950.
- Le Pain des cimes, 1950.
- Critérium du Dauphiné libéré, 1951, 1952, 1954, 1955, 1957 et 1960.
- Transformation de l'aluminium mince, 1954.
- Ski godille, 1958.
- Votre journal, 1959.
- Ski détente, 1961.
- Ski nautique (ex Le plancher des vagues), 1962.
- XXVIIIe Arlberg Kandahar - Chamonix 1963, 1963.
- D'écume et de lumière, 1963.
- Victoires olympiques, 1964.
- Grenoble capitale alpine, 1964.
- Crampons et chaussées verglacées, 1965.
- Seize médailles à Portillo, 1966.
- Trois roses, cinq anneaux, 1967.
- Les Neiges de Grenoble, 1968.
- Vaincre à Grenoble, 1968.
- Slalom en Dauphiné, 1970.
- Dauphiné d'un été, 1970.
- En août au Chili, 1971.
- Monsieur Lambda et le ski merveilleux, 1971.
- L'or de Sapporo, 1972
- Clochers dans les neiges, 1976.
- 28 x 28 ou La balade d'Auguste, 1977.
- Ski de fond, ski léger, 1978.
- Même les chamois, 1979.
- La grande aventure du ski, 1980.
- Passeports pour le sommet, 1983.
- Concerto pour deux saisons, 1984.
- Montagne, l'autre face, 1984.

Nombre de ces réalisations seront récompensées par des prix aux festivals de Biarritz, de Trento, de Cortina d'Ampezzo, de Paris...

### Ouvrages
- Pour l'amour du Roy, le Mont Aiguille, éditions du Grésivaudan, 1992.
- La saga des remontées mécaniques, Jack Lesage et Pierre Ratinaud, éditions Publialp, 1994.
- La Tarabuste, éditions Publialp, 1995.
- Le livre d'or des 50 ans de l'Ecole du ski français, éditions Publialp, 1996.
- Jambe de fer, René Mistral et Jack Lesage, éditions Publialp, 1996.
- Mémoire de pleine pente, Pierre Tardivel et Jack Lesage, éditions Publialp, 1997.
- Nous de jeunesse et montagne, Jack Lesage et Daniel Guyonneau, éditions Publialp, 1999.
- De plume et de gel, éditions de l'atelier, 2004.
- La Pascuane[27], Jack Lesage, éditions ThoT, 2014.

## Distinctions
- Officier de l'ordre national du Mérite
- Officier de l'ordre des Arts et des Lettres
- Médaille des engagés volontaires